# Podochela grossipes
Podochela grossipes is een krabbensoort uit de familie van de Inachidae. De wetenschappelijke naam van de soort is voor het eerst geldig gepubliceerd in 1860 door William Stimpson.
De soort werd verzameld door A.H. Riise op het eiland Saint Thomas (Amerikaanse Maagdeneilanden). Stimpson benoemde P. grossipes als de typesoort van het nieuwe geslacht Podochela.